# Cheiramiona ruwenzoricola
Cheiramiona ruwenzoricola är en spindelart som först beskrevs av Embrik Strand 1916.  Cheiramiona ruwenzoricola ingår i släktet Cheiramiona och familjen sporrspindlar.
Artens utbredningsområde är Kongo. Inga underarter finns listade i Catalogue of Life.